# BePink/Saison 2019
Dieser Artikel listet den Kader und die Erfolge des Radsportteams BePink in der Saison 2019 auf.
Das Team belegte zum Abschluss der Saison Rang 32 in der UCI-Weltrangliste und Platz 26 in der UCI Women’s WorldTour 2019. Die Fahrerinnen konnten in Rennen des internationalen Kalenders keine Siege erzielen.
| Teamkader 2019                       | Teamkader 2019     | Teamkader 2019 | Teamkader 2019                   |
| Name                                 | Geburtsdatum       | Land           | Vorheriges Team                  |
| ------------------------------------ | ------------------ | -------------- | -------------------------------- |
| Rachele Barbieri                     | 21. Februar 1997   | Italien        | Wiggle High5 (2018)              |
| Vania Canvelli                       | 21. Oktober 1997   | Italien        | Top Girls Fassa Bortolo (2018)   |
| Tatiana Guderzo                      | 22. August 1984    | Italien        | Hitec Products-Birk Sport (2018) |
| Silvia Magri                         | 17. Oktober 2000   | Italien        |                                  |
| Tereza Medveďová (1. Jan.–13. Aug.)  | 27. März 1996      | Slowakei       |                                  |
| Francesca Pattaro                    | 12. März 1995      | Italien        |                                  |
| Chiara Perini                        | 9. Dezember 1997   | Italien        | Top Girls Fassa Bortolo (2018)   |
| Katia Ragusa                         | 19. Mai 1997       | Italien        | Servetto Footon (2016)           |
| Gloria Scarsi                        | 30. September 2000 | Italien        |                                  |
| Nicole Steigenga                     | 27. Januar 1998    | Niederlande    | Swaboladies.nl (2018)            |
| Silvia Valsecchi                     | 19. Juli 1982      | Italien        | Top Girls-Fassa Bortolo (2011)   |
| Melissa van Neck (19. Jul.–31. Dez.) | 13. Oktober 1991   | Tschechien     | Team Dukla Praha (2018)          |
| Silvia Zanardi                       | 3. März 2000       | Italien        |                                  |
|                                      |                    |                |                                  |
| Quelle: UCI                          |                    |                |                                  |